# Pseudoplexippus unicus
Pseudoplexippus unicus là một loài nhện trong họ Salticidae.
Loài này thuộc chi Pseudoplexippus. Pseudoplexippus unicus được Lodovico di Caporiacco miêu tả năm 1947.